# Route nationale 1 (Albanie)
Pour les articles homonymes, voir Route nationale 1.
La route nationale SH1 (en albanais : Rruga shtetërore SH1, sigle SH1) est une route nationale  en Albanie qui s'étend de Tirana jusqu'à Han i Hotit (en),,,.

## Tracé
La route nationale SH1 mène à la frontière entre l'Albanie et le Monténégro au poste frontière de Han i Hotit (en). 
De Tirana au contournement de Kamza vers le nord, elle traverse Fushë-Krujë, Milot, Lezhë, Shkodër et Koplik (en). 
Entre Thumane et Milot, la SH1 est une partie de l'autoroute A1.
La route nationale SH1 s'étend sur 125 km, elle relie le Monténégro à travers les préfectures de Shkodër, Lezhë, Durrës et Tirana jusqu'à la capitale Tirana. 
Elle fait actuellement partie de la route européenne 762 et de la route européenne 851 et fera partie de l'autoroute Adriatique-Ionienne.